# Shim Eun-jung
Shim Eun-jung (n. 8 iunie 1971) este o jucătoare de badminton ce a reprezentat Coreea de Sud, medaliată olimpică. A participat la o ediție a Jocurilor Olimpice (1992) în care a câștigat o medalie de bronz.